# Несчастные
«Несча́стные», или «Под несчастли́вой звездо́й» (англ. Star-Crossed) — американский телесериал, созданный Мередит Эверилл, вышедший в эфир в сезоне 2013/14 годов на телеканале The CW. Премьера шоу состоялась в понедельник, 17 февраля 2014 года.
8 мая 2014 года канал закрыл сериал из-за низких рейтингов.

## Сюжет
События сериала начинаются в 2014 году. На землю высаживаются инопланетяне с планеты Атрия. Шестилетняя Эмери знакомится с маленьким пришельцем Романом, но военные, разыскавшие пришельцев, разлучают их. Через 10 лет шестерых инопланетян помещают в обычную школу в вымышленном городе Эдендейл в штате Луизиана. Роман снова встречает Эмери, и между ними вспыхивает любовь. Роман, после смерти отца, становится лидером группы. Между инопланетянами, проживающими в специальном Секторе, и землянами ухудшаются отношения. Выясняется, что эта небольшая группа пришельцев на самом деле является разведчиками, готовящими маяк для основных сил своего мощного космического флота.

## В ролях

### Основной состав

#### Люди
- Эйми Тигарден — Эмери Уайтхилл
- Грей Деймон — Грейсон Монтроуз
- Малис Джау — Джулия Йонг
- Титус Макин мл. — Лукас Парнелл
- Натали Холл — Тейлор Бичем

#### Атрианцы
- Мэтт Лантэр — Ро́ман
- Грег Финли — Дрейк
- Челси Гиллиган — Тери
- Брина Паленсиа — София

### Второстепенный состав
- Дора Мэдисон Бёрдж — Зои
- Джесси Лакен — Эрик

Приглашённые актёры
- Стефани Джейкобсен — Ева Бентон
- Тамо Пеникетт — офицер Джек Бомон
- Джей Хьюджули — Рэй Уайтхилл
- Андреа Франкл — Мишель Уайтхилл
- Сьюзан Уолтерс — Майя
- Джейсон Дуглас — Нокс
- Дина Дилл — Маргарет Монтроуз
- Том Хиллманн — мистер Монтроуз
- Виктория Платт — Глория Гарсия
- Мерл Дэндридж — Вега
- Луиза Ломбард — Саройя
- Джонатон Шек — Кастор

## Разработка и производство
Во время производства сериал имел рабочее название «Кислород».

## Эпизоды
Название каждого эпизода является цитатой из пьесы Уильяма Шекспира «Ромео и Джульетта».
| №  | Название                                                                                      | Режиссёр       | Автор сценария                          | Дата премьеры   | Зрители в США (млн) |
| -- | --------------------------------------------------------------------------------------------- | -------------- | --------------------------------------- | --------------- | ------------------- |
| 1  | «Pilot» «Пилот»                                                                               | Гэри Фледер    | Мередит Эверилл                         | 17 февраля 2014 | 1,28                |
| 2  | «These Violent Delights Have Violent Ends» «У бурных чувств неистовый конец»                  | Гэри Фледер    | Мередит Эверилл                         | 24 февраля 2014 | 1,14                |
| 3  | «Our Toil Shall Strive To Mend» «Изъяны сгладим мы старанием»                                 | Деран Сарафьян | Адель Лим                               | 3 марта 2014    | 1,12                |
| 4  | «And Left No Friendly Drop» «Выпил, не оставив капли»                                         | Гарри Синклер  | Роберт Хьюитт Вульф                     | 10 марта 2014   | 0,99                |
| 5  | «Dreamers Often Lie» «Часто лгут сновидцы»                                                    | Майкл Прессман | Марк Хелси                              | 17 марта 2014   | 1,00                |
| 6  | «Stabbed with a White Wench's Black» «Мёртв от чёрного глаза белой лиходейки»                 | Оз Скотт       | Иоланда Е. Лоуренс                      | 24 марта 2014   | 0,88                |
| 7  | «To Seek a Foe» «Не дам ступить ни шагу»                                                      | Эд Орнелас     | Джей Фербер                             | 31 марта 2014   | 1,04                |
| 8  | «An Old Accustom'd Feast» «Сегодня вечером у нас приём»                                       | Майкл Зинберг  | Брайан Стадлер                          | 7 апреля 2014   | 0,95                |
| 9  | «Some Consequence Yet Hanging in the Stars» «Неведомое что-то, что спрятано пока ещё во тьме» | Зетна Фуэнтас  | Саманта Стреттон                        | 14 апреля 2014  | 0,76                |
| 10 | «What Storm is This That Blows So» «Как, этот вихрь меняет направление?»                      | Норман Бакли   | Роберт Хьюитт Вулф и Иоланда Е. Лоуренс | 21 апреля 2014  | 0,81                |
| 11 | «Give Me a Torch» «Дай факел и ступай»                                                        | Майкл Кэтлман  | Марк Хелси и Джей Фербер                | 28 апреля 2014  | 0,83                |
| 12 | «This Trick May Chance to Scathe You» «Он будет мне давать ещё советы!»                       | Элизабет Аллен | Брайан Стадлер и Саманта Страттон       | 5 мая 2014      | 0,87                |
| 13 | «Passion Lends Them Power» «И усладит их злую долю страсть»                                   | Эд Орнелас     | Мередит Эверилл и Адель Лим             | 12 мая 2014     | 0,83                |